# Ernest Callot
Félix Ernest Callot, noto anche solo come Ernest Callot (Parigi, 15 maggio 1840 – Parigi, 29 dicembre 1912), è stato un dirigente sportivo e traduttore francese.

## Biografia
Dopo aver ricevuto un'educazione classica, fu un traduttore in francese di opere in greco antico e latino; si occupò, tra le altre cose, della traduzione delle sette tragedie di Sofocle. Nel corso della sua vita fu anche ingegnere minerario, direttore aziendale, ispettore assicurativo e poeta. Dal 1870 al 1883 fu direttore della Société des archives historiques de la Saintonge et de l'Aunis sulla costa atlantica francese, prima di diventare un funzionario ministeriale e membro della Association française pour l'avancement des sciences. Il 12 settembre 1871 Ernest Callot sposò Marie Thérèse Dor a La Rochelle; i due ebbero quattro figli, Pierre, Henri, Tony e una bambina, di cui è pervenuta solo l'iniziale "N".
Appassionato di sport, Callot divenne presidente prima de La Rochellèse, il club di ginnastica di La Rochelle, poi della Union des sociétés de gymnastique de France dal 1879 al 1880, la federazione francese di ginnastica. Fu inoltre membro del comitato per la rivitalizzazione dell'esercizio fisico nel 1888 e tesoriere dell'Union des sociétés françaises de sports athlétiques. Nel 1893, Callot aiutò Pierre de Coubertin ad organizzare il Congrès international de Paris pour le rétablissement des Jeux olympiques, che diventerà in seguito il I Congresso Olimpico, che istituì i Giochi olimpici moderni e il Comitato Olimpico Internazionale, di cui fu tesoriere dal 1894 al 1908 e uno dei 13 membri fondatori; per l'occasione fece conoscere al barone francese Dīmītrios Vikelas, che divenne il primo presidente del CIO. Henri Callot, suo secondogenito, prese parte alle gare di fioretto dei Giochi della I Olimpiade, arrivando al secondo posto.
La morte del figlio maggiore, Pierre, morto a bordo del sottomarino francese Pluviôse, affondato in seguito ad una collisione con il fondo del mare nella primavera del 1910, colpì profondamente Ernest. Nel 1911 iniziò l'organizzazione di un Congresso Olimpico per celebrare il 20º anniversario dalla nascita del CIO, che si sarebbe tenuto nel 1914, tuttavia Ernest Callot morì nel 1912, prima che questo ebbe luogo; pochi mesi prima della sua morte, all'età di ottant'anni, l'Union des sociétés de gymnastique de France ricevette la Coppa olimpica.